# Championnat d'Amérique du Sud de rugby à XV 1979
Navigation
Championnat 1977 Championnat 1981
Le Championnat d'Amérique du Sud de rugby à XV 1979 est une compétition de rugby à XV organisée par la Confederación sudamericana de rugby. La 11e édition se déroule du 4 octobre au 12 octobre 1979 et est remportée par l'équipe d'Argentine.

## Équipes participantes
- Argentine
- Chili
- Uruguay
- Paraguay
- Brésil

## Format
L'Argentine, le Brésil, le Chili, l'Uruguay et le Paraguay disputent des matchs sous la forme d'un tournoi. Le premier est déclaré vainqueur.

## Classement
| Rang | Nation        | J | V | N | D | Pm  | Pe  | Diff | Pts |
| ---- | ------------- | - | - | - | - | --- | --- | ---- | --- |
| 1    | Argentine (T) | 4 | 4 | 0 | 0 | 238 | 47  | +191 | 8   |
| 2    | Uruguay       | 4 | 2 | 1 | 1 | 126 | 37  | +89  | 5   |
| 3    | Chili         | 4 | 2 | 1 | 1 | 104 | 62  | +42  | 5   |
| 4    | Brésil        | 4 | 1 | 0 | 3 | 25  | 216 | -191 | 2   |
| 5    | Paraguay      | 4 | 0 | 0 | 4 | 41  | 172 | -131 | 0   |

|  | Vainqueur (no 1).        |
|  | T : Tenant du titre 1977 |

## Résultats
| 4 octobre 1979 | Chili | 27 – 13 | Paraguay | Santiago |
| 4 octobre 1979 |       |         |          | Santiago |
| 4 octobre 1979 |       |         |          | Santiago |

| 4 octobre 1979 | Argentine | 19 – 16 | Uruguay | Santiago |
| 4 octobre 1979 |           |         |         | Santiago |
| 4 octobre 1979 |           |         |         | Santiago |

| 4 octobre 1979 | Argentine | 34 – 15 | Chili | Santiago |
| 4 octobre 1979 |           |         |       | Santiago |
| 4 octobre 1979 |           |         |       | Santiago |

| 4 octobre 1979 | Uruguay | 48 – 0 | Brésil | Santiago |
| 4 octobre 1979 |         |        |        | Santiago |
| 4 octobre 1979 |         |        |        | Santiago |

| 7 octobre 1979 | Chili | 53 – 6 | Brésil | Viña del Mar |
| 7 octobre 1979 |       |        |        | Viña del Mar |
| 7 octobre 1979 |       |        |        | Viña del Mar |

| 7 octobre 1979 | Argentine | 76 – 13 | Paraguay | Viña del Mar |
| 7 octobre 1979 |           |         |          | Viña del Mar |
| 7 octobre 1979 |           |         |          | Viña del Mar |

| 9 octobre 1979 | Paraguay | 9 – 53 | Uruguay | Santiago |
| 9 octobre 1979 |          |        |         | Santiago |
| 9 octobre 1979 |          |        |         | Santiago |

| 9 octobre 1979 | Argentine | 109 – 3 | Brésil | Santiago |
| 9 octobre 1979 |           |         |        | Santiago |
| 9 octobre 1979 |           |         |        | Santiago |

| 12 octobre 1979 | Chili | 9 – 9 | Uruguay | Santiago |
| 12 octobre 1979 |       |       |         | Santiago |
| 12 octobre 1979 |       |       |         | Santiago |

| 12 octobre 1979 | Brésil | 16 – 6 | Paraguay | Santiago |
| 12 octobre 1979 |        |        |          | Santiago |
| 12 octobre 1979 |        |        |          | Santiago |